# ماريون بوند
ماريون بوند هي رسامة كندية، ولدت في 1903، وتوفيت في 10 سبتمبر 1969.